# Alin Tișe
Alin Tișe (n. 19 septembrie 1974, Huedin, România) este un politician român. Între 2008-2012 a fost președinte al Consiliului Județean Cluj, ales din partea Partidului Democrat Liberal (PD-L).

## Educație și formare
În anul 1993 a obținut bacalaureatul la Liceul Teoretic „Emil Racoviță” din Cluj. Între 1993 și 1997 a urmat cursurile Facultății de Drept din cadrul Universității "Babeș-Bolyai" din Cluj, unde a și obținut licența în drept. În 2005 a obținut masteratul în științe juridice, din partea Universității "Dimitrie Cantemir" din București.

## Activitate profesională
- 1998-prezent: avocat în cadrul Baroului Cluj.
- 2005-2007: prefect al județului Cluj.
- 2007-2008: manager general al Fotbal Club Universitatea Cluj

## Alte activități
- 2004-2005: consilier local al Partidului Democrat, în cadrul Consiliului Local Cluj